# Diateza
Diateza – wrodzona lub nabyta predyspozycja do zachorowania na jakąś określoną chorobę. Skłonność ta powodowana jest nieprawidłowym działaniem niektórych funkcji organizmu.